# Zsivány Egyes – Egy Star Wars-történet
A Zsivány Egyes: Egy Star Wars történet (eredeti cím: Rogue One: A Star Wars Story) 2016-ban bemutatott amerikai űropera, mely a Csillagok háborúja filmsorozat része, az Egy új remény közvetlen előzménye. 
Gareth Edwards rendezte, forgatókönyvét Gary Whitta és Chris Weitz írta. A produkciót a Lucasfilm szponzorálta, a film 2016. december 16-án debütált az Egyesült Államokban. A magyarországi bemutató 2016. december 15-én volt.
A történetben lázadók egy kis csapata el akarja lopni a Halálcsillag tervrajzait.
Cassian Andor (film előtti) történetét az Andor sorozatban ismerhetjük meg.

## Előzmény
A Galaktikus Birodalom létrejötte után egy csapat lázadó egyesül, hogy egy veszélyes küldetésre vállalkozzanak: ellopni a Halálcsillag tervrajzait, mielőtt még használni tudnák a birodalmiak.
A film rendezője, Gareth Edwards szerint a film olyan stílusú lesz, mint egy tipikus háborús film, mondván: „Ez a háború valósága. A jófiúk rossz fiúk. A rossz fiúk jófiúk. Ez komplikált és réteges; egy roppant gazdag forgatókönyv.”

## Cselekmény
Galen Erso, a volt birodalmi mérnök sok éve kiszállt a birodalmi szuperfegyverek fejlesztéséből és elrejtőzött a távoli Lah’mu világában. Egyszer a Halálcsillag építésének irányításával megbízott Orson Krennic igazgató érkezik hozzá fegyveres kísérettel, hogy rákényszerítse a bolygópusztító fegyverrendszer befejezésére, mivel úgy tűnik, nélküle nem képesek erre. Míg Galent őrizetbe veszik és feleségét, Lyrát, aki rátámad Krennicre, megölik, a lányuk, Jyn, el tud menekülni, akit a lázadó Saw Gerrera vesz gondjaiba. 
Tizenöt évvel később Saw brutális partizánháborút vív a Birodalom kaibur- (kiber-)-kristályt bányászó csapatai ellen (tudja, hogy a kristályt fegyverkészítésre használják) a Jedha bolygó egyik lakott holdján. Harcát, főképp figyelemfelhívó jellege miatt, a Lázadó Szövetség ellenzi, ezért szakítottak vele.
Közben a Lázadók oldalára állt birodalmi pilóta, Bodhi Rook egy holografikus üzenetet szeretne eljuttatni Galentől Gerrerának a Jedha holdjára. Az üzenet, ami megerősíti a Halálcsillag létezését, Jynnek szól, és Galen elmondja benne, hogy elhelyezett egy apró hibát a fegyverrendszer reaktorában, ami lehetővé teszi a megsemmisítését. Galen arra kéri a lányát, hogy juttassa el ezt a felvételt a Szövetségnek is. Bodhi megtalálja Gerrerát, de kiderül, hogy Saw régóta magára hagyta Jynt – állítása szerint azért, mert az emberei túszul akarták ejteni, mivel az apja már régóta a Birodalomnak dolgozik. Saw birodalmi ügynöknek hiszi Bodhit, és bebörtönzi. A hamis személyazonossággal élő Jyn közben birodalmi munkatáborba kerül a Wobanin, de a birodalmiak szerencsére nem sejtik az igazi kilétét. Egy csapat lázadó menti meg Cassian Andor hírszerző százados vezetésével, akik remélik, hogy Jyn tudja, hol rejtőzik az apja és elvezeti hozzá őket. Draven, a szövetségi hírszerzés tábornoka utasítást ad Andornak, hogy ha megtalálják Galent, öljék meg, hátha így megakadályozhatják az állítólagos szuperfegyver befejezését. A csapat először a Jedha-holdra megy, hogy kapcsolatba lépjen Gerrerával. Jyn, Andor és az átprogramozott birodalmi droid K-2SO elutaznak a Jedhára. Chirrut Îmwe, a vak harcos, valamint Baze Malbus zsoldos segítenek Jynnek kapcsolatba lépni Gerrerával, aki fogságban tartja Bodhit. Gerrera megmutatja Jynnek az apja által küldött hologramot, amelyből kiderül, hogy Galen hogyan tette titokban sebezhetővé a Halálcsillagot, és hogy a szuperfegyver tervrajzát a birodalmiak egy szigorúan őrzött adatbankban tárolják a Scarif bolygón.
Tarkin kormányzó találkozik Krennic-kel a Halálcsillagon, hogy megossza kétségeit a projekttel és annak irányításával kapcsolatban. Krennic bemutatja a fegyver erejét egy visszafogott energiájú lövéssel, ami elpusztítja Jedha fővárosát a felkelőkkel együtt. Jyn ezért kénytelen elmenekülni, hátrahagyva Gerrerát, aki a halál mellett dönt. Tarkin a Krennic irányítása alatt keletkezett biztonsági résekre hivatkozva átveszi az irányítást az űrállomás felett. Krennic ezután találkozik Darth Vaderrel a Mustafaron, aki felelősségre vonja őt a Jedhán történtekért. Krennic a nagyúr illetve rajta keresztül Palpatine császár támogatását kéri, de Vader elutasítja őt – az Erő segítségével fojtogatja és megparancsolja neki, hogy több probléma ne forduljon elő.
A Lázadók megtalálják Galent egy birodalmi kutatóközpontban az Eadu bolygón, ahol Cassian végül nem hajlandó megölni Galent. Mikor Krennic és fegyveresei kérdőre vonják, Galen bevallja, hogy ő felelős a kiszivárgott információért. Mielőtt Jyn megmenthetné Galent, Lázadó hajók kezdik bombázni a birodalmi létesítményt, így apja a karjai közt hal meg. A Lázadók egy lopott birodalmi teherhajón menekülnek el a bolygóról.
Jyn felajánlja, hogy ellopja a Halálcsillag tervrajzát a Scarifról, de a Lázadó tanács véleménye megosztott (a Szövetség egy része még mindig a békés, passzív ellenállásban hisz), és nem tudnak megegyezni az akcióról. Mon Mothma, a Szövetség vezére így nem tudja támogatni hogy megtámadják a Scarifot, noha ő maga hajlik rá. Jyn, Cassian, K-2SO, Chirrut, Baze és Bodhi több más Lázadó társaságában megelégelik a tanács döntésképtelenségét, és a lopott birodalmi hajóval leszállva, megkísérelnek bejutni az adatbankba. A Scarifon Jyn és Cassian birodalmi tiszteknek álcázva magukat megkezdik a tervek felkutatását, míg embereik elterelő támadást indítanak a bázis, főképp a helyőrség ellen. A Szövetség tehetetlenségét megelégelő Mon Calamari admirális, Raddus vezetésével a Lázadó flotta egy része is megtámadja a helyőrséget, hogy erősítést vigyen illetve segítsen kimenekíteni az akció túlélőit a tervekkel együtt. Mikor a Yavin 4-en a Szövetség értesül az összecsapásról, Bail Organa, az Alderaan szenátora és a Szövetség titkos támogatója tájékoztatja Mon Mothmát, hogy odaküldi a lányát Antilles kapitány hajóján, hátha segíthet a tervek kimentésében. Bodhi, aki a birodalmi űrdokkban várakozó hajón marad koordinálni az akciót, felveszi a kapcsolatot a Lázadó Szövetségi flottával, amely megpróbálja elpusztítani a bolygót védő energiapajzsot. K-2SO feltartóztatja a Birodalmi rohamosztagosokat, akik közben elpusztítják a droidot, azonban ezzel elegendő időt nyer Jyn és Cassian számára, hogy megszerezzék a Halálcsillag terveit az adatbázisból. Közben a lázadóknak sikerül harcképtelenné tenniük pár birodalmi csillagrombolót. Ezek egyikét, az admirális ötlete nyomán, összeütköztetik egy másikkal, így a roncsok a pajzsgenerátornak csapódnak. Az amúgy is sérült, agyonbombázott generátor megsemmisül, lehetővé téve a felszíni csapatokkal a kommunikációt, illetve a felkészülést a kimentésükre.    
Bodhi, Chirrut, Baze és a Lázadó katonák többsége életét veszti a birodalmi fegyveresekkel és lépegetőkkel vívott csatában, de sikerül bekapcsolniuk az adatbank központi épületének tetején lévő jeladót (a főkapcsoló az épület alján van). A további vezérlés csak az épület tetejéről lehetséges. Krennic sarokba szorítja Jynt, aki kimegy a tetőre, hogy a megtalált adatokat felsugározza a lázadóknak, azonban Cassian megsebesíti egy pisztollyal, így Jyn átküldheti a tervrajzot a Lázadók parancsnoki hajójára. Tarkin eközben megérkezik a Halálcsillaggal a bolygóhoz, és egy ismét csak visszafogott energiájú lövéssel elpusztítja a bázist. Jyn és Cassian együtt várják a halált a bázis melletti parton, a magához térő Krennic pedig az épület tetején döbben rá, hogy a saját alkotása fogja elpusztítani.
Tarkin azonban elkésett, és a Lázadó flotta, amely megkapta az adatokat, kész a hiperűr-ugrásra. Ekkor Darth Vader érkezik az Executor csillagromboló fedélzetén, megtámadja a parancsnoki hajót, hogy megszerezze a terveket. A lázadók flottája részben elmenekül, részben harcképtelenné válik vagy elpusztul, így jár Raddus zászlóshajója is. Az alderaani testőrség felveszi a harcot a személyesen érkező Vaderrel, és sikeresen eljuttatja az adatlemezt a zászlóshajóhoz dokkolva várakozó Tantive IV cirkáló fedélzetére, ahol Bail Organa szenátor lánya, Leia már várja azt, kimondván, hogy a tervek (új) reményt fognak adni a Lázadásnak. Mielőtt még Vader vagy a birodalmi flotta bármit tehetne, a Tantive leválik a dokkolókapuról, és belevész a hiperűrbe.

## Szereposztás
| Szerep                   | Színész | Magyar hang |
| ------------------------ | --- | --- |
| Jyn Erso                 | Felicity Jones Dolly Gadson (fiatalon) | Bogdányi Titanilla Szűcs Anna Viola (fiatalon) |
| Cassian Andor százados   | Diego Luna | Markovics Tamás |
| Bodhi Rook               | Riz Ahmed | Sörös Miklós |
| Orson Krennic igazgató   | Ben Mendelsohn | Csankó Zoltán |
| Chirrut Îmwe             | Donnie Yen | Kassai Károly |
| Baze Malbus              | Jiang Wen | Sörös Sándor |
| Saw Gerrera              | Forest Whitaker | ifj. Jászai László |
| Galen Erso               | Mads Mikkelsen | Rosta Sándor |
| K-2SO                    | Alan Tudyk | Vincze Gábor Péter |
| Mon Mothma               | Genevieve O’Reilly | Bertalan Ágnes |
| Jebel szenátor           | Jonathan Aris | Rubold Ödön |
| Wilhuff Tarkin kormányzó | Peter Cushing (digitális utómunkával) Guy Henry (motion-capture, hangja) | Ujréti László |
| Draven tábornok          | Alistair Petrie | Hirtling István |
| Raddus admirális         | Paul Kasey | Papp János |
| Darth Vader              | Spencer Wilding, Daniel Naprous James Earl Jones (hangja) | Horányi László |
| Bail Organa              | Jimmy Smits | Szabó Sipos Barnabás |
| Leia Organa              | Carrie Fisher (digitális utómunkával) Ingvild Deila (motion-capture) | Kovács Nóra |
| Merrick tábornok         | Ben Daniels | Mihályi Győző |
| Jan Dodonna tábornok     | Ian McElhinney | Szélyes Imre |
| Vaspar szenátor          | Fares Fares | R. Kárpáti Péter |
| Pamlo szenátor           | Sharon Duncan-Brewster | Solecki Janka |
| Lyra Erso                | Valene Kane | Horváth Lili |
| Melshi őrmester          | Duncan Pow | Zámbori Soma |
| Tivik                    | Daniel Mays | Fesztbaum Béla |
| Pterro kapitány          | Tony Pits | Faragó József |
| Ramada tábornok          | Richard Cuninngham | Holl Nándor |
| Basteren                 | James Harkness | Makranczi Zalán |
| C-3PO                    | Anthony Daniels | Galbenisz Tomasz |
| Hurst Romodi tábornok    | Andy de la Tour | Perlaki István |
| Tiszt az űrállomáson     | Michael Nardone | Gubányi György István |
| Kék Hármas               | Geraldine James | Andresz Kati |
| Kék Négyes               | Ariyon Bakare | Bognár Tamás |
| Vörös Egyes              | Drewe Hanley (archív felvétel) | Juhász György |
| Arany Egyes              | Angus MacInnes (archív felvétel) | Barát Attila |
| Dr. Evazan               | Michael Smiley | Fekete Zoltán |
| Lázadók                  | Benjamín Benítez Samantha Alleyne Brendan Cook Alexander Cruikshanks Nick Donald Jake Francis James Henri-Thomas John Swartz Tina Tancak Pablo Verdejo Michael Thyx Vince Taylor Stephen Seal Tyrone Love Luke Hope | Albert Gábor Bordás János Csadi Zoltán Fehér Péter Galiotti Barbara Hamvas Dániel Hegedüs Miklós Joó Gábor Kisfalusi Lehel Molnár Kristóf Posta Victor Sánta László Szabó Andor Szűcs Péter Pál Varga Gábor |
| Rohamosztagosok          | Arthur L. Bernstein Bern Collaco Damon Driver Steven James Griffiths Sandeep Mohan James Mitchell Tanner Scott Tim Stafford Morgan Strebler George Vere Victor Botha                                                | Harcsik Róbert Jánosi Ferenc Juhász Zoltán Fehér Péter Magyar Bálint Minárovits Péter Pipó László Szabó Máté Posta Victor Szabó Andor Oroszi Tamás Endrédi Máté Szabó P. Szilveszter                        |

## Bevételi adatok
A Zsivány Egyes – Egy Star Wars történet minden idők 22. legnagyobb bevételét érte el. A költségvetése 200 000 000 dollár volt, a hazai bevétele 532 177 324 dollár, világszerte pedig 1 056 055 579 dollár bevételt termelt.

## Fordítás
Ez a szócikk részben vagy egészben  a   Rogue One című angol Wikipédia-szócikk ezen változatának fordításán alapul.  Az eredeti cikk szerkesztőit annak laptörténete sorolja fel. Ez a jelzés csupán a megfogalmazás eredetét és a szerzői jogokat jelzi, nem szolgál a cikkben szereplő információk forrásmegjelöléseként.